# Дромологофет
Логофет дрому (грец. Λογοθέτης τοΰ δρόμου) — начальник поштового відомства, дипломатії та розвідки у Византійській імперії. Також він займався викупом полонених, питаннями безпеки і пересування візантійських та іноземних послів, розбирав судові справи, що виникали між ромеями та іноземними купцями. 
До кінця XII ст. логофет дрому мав титул великого логофета, став  першим міністром Імперії, скріплював своїм підписом накази імператора і золоті булли (Хрисовул (лат. Bulla Aurea; грец. Χρυσόβουλλον)). При Кодині він займав 27 місце серед придворних чинів у «Табелі по ранги».